# Ambrosij Czaczua
Ambrosij Anzorowycz Czaczua, ukr. Амбросій Анзорович Чачуа (ur. 2 kwietnia 1994 w Równem) – ukraiński piłkarz grający na pozycji obrońcy lub pomocnika, zawodnik ukraińskiego klubu Wołyń Łuck.

## Kariera piłkarska
Wychowanek klubów Weres Równe i UFK Lwów, barwy których bronił w juniorskich mistrzostwach Ukrainy (DJuFL). 24 lipca 2011 rozpoczął karierę piłkarską w młodzieżowej drużynie Karpat Lwów. Również występował w drużynie rezerw klubu. 3 listopada 2013 roku debiutował w podstawowym składzie Karpat. 20 lipca 2018 roku opuścił lwowski klub, ale już 31 lipca został piłkarzem kazachskiego klubu Akżajyk Orał. 11 stycznia 2019 przeniósł się do Torpeda Kutaisi. 22 lipca 2019 przeszedł do Wołyni Łuck.

### Kariera reprezentacyjna
Występował w juniorskiej i młodzieżowej reprezentacji Ukrainy.